# Socialismo de Estado
Socialismo de Estado es el término usado para designar a alguna teoría o praxis socialista que defiende el uso importante de los instrumentos del Estado para la construcción de algún modelo socialista; es decir, que busque universalizar de forma igualitaria la producción y la distribución de la riqueza en una sociedad a través del Estado, ya sea como medida transitoria (o sea, para posteriormente abolir el estado y avanzar al comunismo) o permanente.
El socialismo de Estado es usualmente atribuido a los marxistas (exceptuando algunos marxistas libertarios), los blanquistas, algunos socialistas democráticos y socialdemócratas clásicos; en notable contraste u oposición, por ejemplo, con el socialismo libertario o antiestatista. Gabriel Terra solía decir que ese era el modelo que se aplicó en Uruguay desde 1905 cuando entró al gobierno, reivindicó este sistema como contraposición al marxismo y llamó a la "reforma social sin odio de clases". 
Por otra parte, aunque el marxismo plantea la centralización de los medios de producción en el Estado, defiende también un control democrático y progresivamente planificado de estos dentro de un «semi-Estado» proletario que paulatinamente se extinguiría. Sin embargo, se argumenta que cuando algún tipo de intento de socialismo de Estado estatiza sin socializar; es decir, cuando se reemplaza a la burguesía tradicional privada por la burocracia estatal convertida en una nueva clase capitalista-empleadora a costa del bienestar de los trabajadores asalariados, se suele llamar también capitalismo de Estado, usando en este caso ambos términos casi como equivalentes.

## Origen y desarrollo del término
El origen del término se remonta a Bismarck, quien introdujo, motivado por un deseo de evitar el ascenso de los socialdemócratas-comunistas (en ese momento no se había producido aún tal escisión dentro del movimiento obrero marxista, únicamente separado de la rama anarquista bakuninista) una serie de reformas que él llamó «cristianismo aplicado». Posteriormente se refirió al proyecto como «socialismo de Estado» observando, proféticamente, que «es posible que todas nuestras políticas se deshagan cuando yo muera, pero el socialismo de Estado perdurará» (Der Staatssozialismus paukt sich durch). (ver Estado social)
Posteriormente, algunos sugirieron que tal Estado podría ser instrumental en la obtención del socialismo (ver, por ejemplo, Louis Auguste Blanqui y Ferdinand Lassalle).
Sin embargo, la suposición de que el Estado, proletario o no, haya de ser el instrumento del progreso hacia el socialismo —o la abolición de sí mismo— parece ridiculizada por Marx (ver Crítica del Programa de Gotha): «Pero en lo que concierne a las actuales cooperativas, sólo tienen valor en la medida que son creaciones independientes de los trabajadores y no protegidas por el Estado o por la burguesía». Esta es una clásica exposición del significado de la palabra independiente como la piedra de toque del socialismo desde abajo contra el socialismo de Estado. Esto ha llevado a algunos autores a sugerir que, a pesar de ser brillante, los escritos de Marx dejan muchas cuestiones de organización sin respuesta: «Marx sugiere que una alternativa no autoritaria, incluso libertaria a la socialdemocracia y el socialismo de Estado es posible, pero falla en delinear su esquema institucional». Adicionalmente, Marx fue fuertemente influenciado por el libro de Max Stirner El único y su propiedad, que contiene una brillante crítica de lo que Marx llamó «comunismo vulgar» así como del socialismo de Estado. 
También ha habido elementos del movimiento marxista que han sostenido puntos de vista muy similares al anarquismo (particularmente la rama anarcosindicalista) —por ejemplo, Anton Pannekoek, Rosa Luxemburgo, Paul Mattick y otros—, que están muy lejos de Lenin. Karl Korsch y otros escribieron con simpatía sobre la revolución anarquista española. Hay mucha continuidad de Marx a Lenin, pero también hay continuidad de Marx a los más libertarios de los marxistas —duramente criticados por Lenin y el bolchevismo— y cuyas ideas se aproximan al deseo anarquista de la libre asociación entre iguales.

## Connotación
Cabe notar que el proyecto de Bismarck buscaba un socialismo diferente al de la actualidad. Notando este propósito y alegando que tanto el proyecto bismarckiano como el marxista-leninista proponen una continuación del orden capitalista-estatal básico, pasando sólo de un sistema de monopolios privados protegidos por el gobierno a otro donde hay un único monopolio del Estado, algunos utilizan el término capitalismo de Estado para referirse a la propuesta.
Sin embargo, otros prefieren diferenciar entre ambos proyectos. Desde ese punto de vista, se puede considerar que el socialismo de Estado propone la planificación central de la economía y de la política, mientras el capitalismo de Estado designa en general a la alianza del gobierno y las empresas privadas.